# Dia Mundial de la Quàntica
El Dia Mundial Quàntic (WQD) és un esdeveniment internacional que se celebra el 14 d'abril de cada any. Té com a objectiu promoure la consciència i la comprensió del públic de la ciència quàntica i la tecnologia quàntica a tot el món.

## Història
El Dia Mundial del Quàntic va començar el 14 d'abril de 2021 com una iniciativa d'un grup internacional de científics. A la iniciativa s'hi van unir enginyers, educadors, divulgadors científics, organitzacions i altres per celebrar el primer Dia Mundial Quàntic el 14 d'abril de 2022. Es va triar el 14 d'abril perquè "4,14" representa els 3 primers dígits arrodonits de la constant de Planck: 4,14×10 −15 eV·s.
El Senat dels Estats Units va aprovar una resolució per commemorar i donar suport al Dia Mundial del Quàntic el 2 de maig de 2023.

## Esdeveniments
El primer Dia Mundial del Quàntic el 2022 va incloure més de 200 esdeveniments en més de 40 països dels 5 continents, mentre que el 2023 el nombre d'esdeveniments va augmentar fins a 400 o més. El Dia Mundial del Quàntic se celebra el 14 d'abril i als voltants, ja que els esdeveniments no necessàriament han de ser exactament la mateixa data.
Les activitats van incloure xerrades, simposis, taules de discussió, visites al laboratori, creacions artístiques, entrevistes i altres.

## Organització
La iniciativa global compta amb el suport de l'equip de coordinació del Dia Mundial del Quantum i representants de més de 65 països. Cada país té 1 o 2 representants a la xarxa del Dia Mundial Quàntic.